# Länstidningen Östersund
Länstidningen Östersund (LT), egentligen Nya Länstidningen i Östersund, är en morgontidning som ges ut i Östersund sedan 18 juli 1924.
Tidningens politiska beteckning är oberoende socialdemokratisk. Den utkommer sex dagar/vecka och trycks i tabloidformat. Sedan grundandet 1924 har huvudägare huvudsakligen varit den lokala arbetarrörelsen. Utgivningsort är Östersund. 
LT ägs av Bonnier News.

## Historia

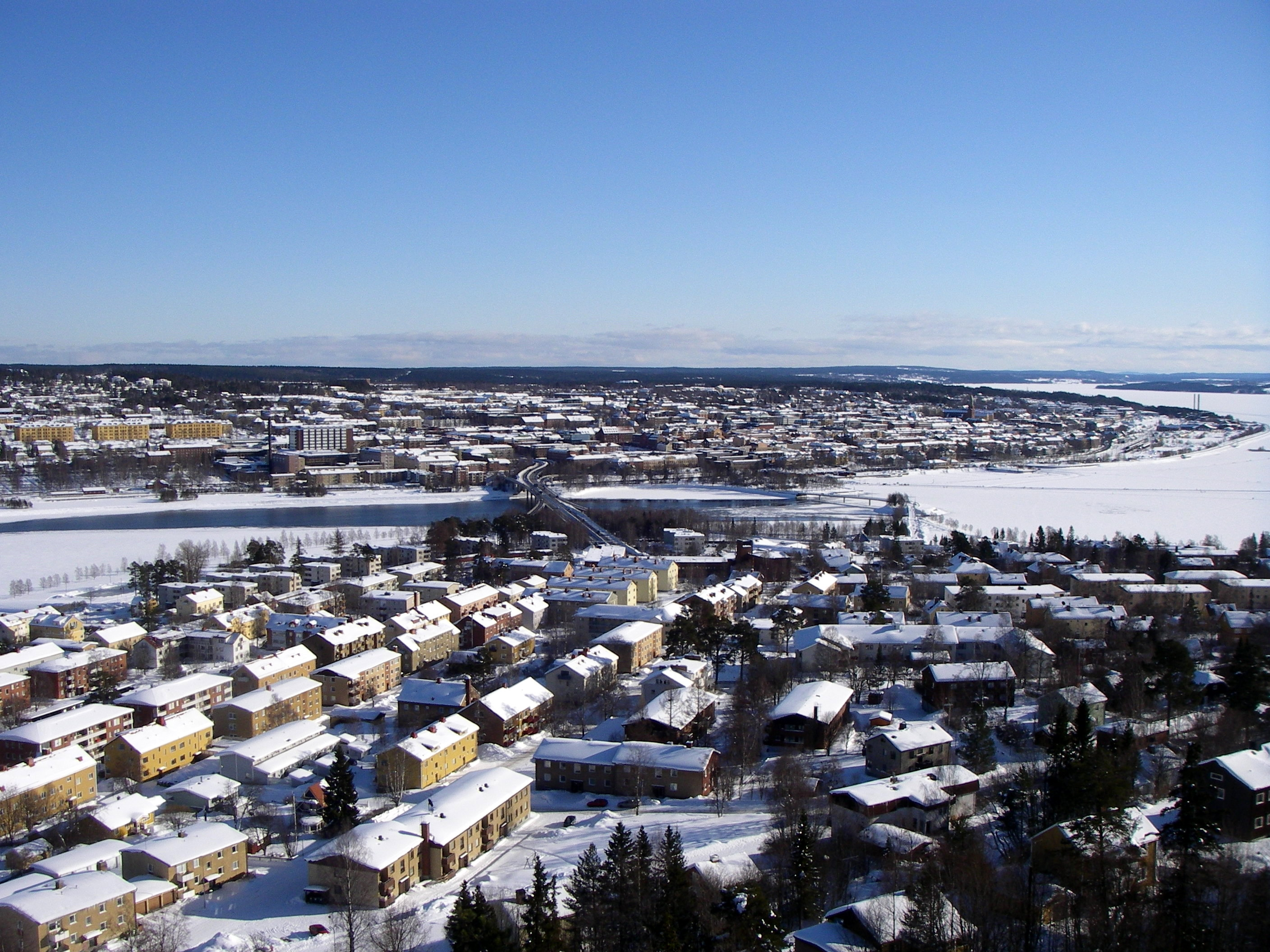
Länstidningen är en av två Mittmedia-tidningar med säte i Östersund.

### Bakgrund, konkurrens med Östersunds-Posten
Den socialdemokratiska Länstidningen grundades 1924 i Östersund. Tre år senare blev den sexdagarstidning, och sedan 1947 ger man även ut endagstidningen Tidningen Härjedalen (TH, grundad som Härjedalen; idag utgiven varje helgfri torsdag i Sveg).
Tidningen var länge andratidning i Östersund och Jämtland. Den lyckades dock 1982, som en av få andratidningar, överta förstaplatsen i spridningsområdet, sedan huvudkonkurrenten Östersunds-Posten halkat efter i den tekniska utvecklingen. LT vann också över många socialdemokratiska läsare sedan ÖP 1976 köpts upp av Centertidningar.
1989 förlorade LT dock åter förstaplatsen i Östersund och fyra år senare i hela spridningsområdet. Detta sammanföll med krisen för A-Pressen. 1992, samma år som A-Pressen gick i konkurs, togs LT 2003 över av lokala företagare och lokal arbetarrörelse i samarbete med den lokala finansmannen Maths O. Sundqvist och dennes koncernbolag Skrindan AB och övertog då cirka 95 procent av aktierna i tidningsbolaget.
2006 såldes tidningen till Mittmedia, som året efter även köpte Östersunds-Posten. September 2006 övergick både LT och avläggaren Tidningen Härjedalen till tabloidformat.

### Mittmedia och neddragningar
Med Mittmedia som ägare till de båda Östersundstidningarna, är de båda tidningsredaktionerna placerade på olika våningar i samma hus på Biblioteksgatan i Östersund. Numera samarbetar tidningarna bland annat om sportmaterialet.
Tidningen har (haft) lokalredaktioner i Strömsund, Ragunda, Åre, Svenstavik, Pilgrimstad och Sveg. 2013 lades lokalredaktionen ner i Strömsund. Via Tidningen Härjedalen har man fortsatt lokal representation i Sveg.
Efter två sparpaket 2012–2013 halverades storleken på LT:s redaktion, ner till 18,5 tjänster. 2011 var antalet anställda på tidningen 37 personer.
Bonnier News, som också äger Dagens Nyheter och Expressen, köpte LT tillsammans med resterande tidningar i Mittmedia-koncernen i februari 2019.
Som en resultat av det förändrade mediestödet meddelade Bonnier omfattande förändringar från januari 2024. Antalet tjänster skulle minskas från femton till åtta. Pappersupplagan fick nästan helt samma innehåll som Östersunds-Posten, undantaget förstasidan och ledarsidan. Det kvarvarande av LT:s eget innehåll, såsom kulturdelen, publicerades bara på tidningens webbplats. Webbplatsen ändrade samtidigt inriktning och slutade mestadels med rak nyhetsförmedling för att fokusera på opinion och fördjupning. Vidare hade tidningen från den 18 december 2023 börjat tryckas i Sundsvall istället för Östersund när tryckeriet där lades ner.

## Upplagor och ledning
Upplagorna för tidningen har varierat genom åren. 2011 var den 12 500, enligt siffror från Tidningsstatistik. 2013 hade upplagan sjunkit till 11 200 och 2014 till 9 800 exemplar.
Våren 2014 blev Victoria Winberg chefredaktör och ansvarig utgivare. År 2014 stod Ulf Erik Eriksson som VD för dess dotterbolag Aktiebolaget Nya Länstidningen i Östersund.

### Ledning sedan 1924
Ansvarig utgivare
Årtalen anger ansvarige utgivarens tillträde på posten. 
- Nils Andersson, 1924
- Joel Nordin, 1938
- Sven Strömblad, 1943
- Karl Josefson, 1950
- Lennart Schöqvist, 1960
- Sven Hall, 1975
- Håkan Quisth, 1976
- Bo Toresson, 1980
- Sven Hall, 1982
- Christer Sjöström, 1983
- Peter Swedenmark, 1987
- Christer Sjöström, 1991
- Peter Swedenmark, 1997
- Åke Härdfeldt, 1997
- Jan Nordqvist, 2000
- Anders Arbman, 2000
- Birger Ekerlid, 2001
- Lennart Mattsson, 2004[17]
- Viktoria Winberg, 2014[1][6]
- Lars Björklund, 2015
- Daniel Hansson, 2017
- Karolin Johansson, 2019[18]
- Kristina Forsström, tf 2022
- Peder Edvinsson, 2023
- Ida Stiller, (tf 2024) 2025

Politisk redaktör
- Nils Andersson, 1924–1938
- Joel Nordin, 1938–1943
- Sven Strömblad, 1943–1950
- Carl Josefsson, 1950–1960
- Lennart Schöqvist, 1960–1975
- Håkan Quisth, 1976–1980
- Bo Toresson, 1980–1982
- Gunvor Nyman, 1983–1985
- Peter Swedenmark, 1985–september 2005
- Per Åhlström (vikarie) oktober 2005–november 2006
- Kalle Olsson, december 2006–2014[19]
- Tord Andersson 2014-2018
- Lovisa Arvidsson 2018-